# Cabinet noir
Cabinet noir (francês para "sala escura") era o escritório na França onde as cartas de pessoas suspeitas eram abertas e lidas por oficiais estatais antes de serem encaminhadas ao seu destino. No entanto, isso tinha que ser feito com alguma sofisticação, já que era considerado indesejável que os sujeitos da prática soubessem sobre o acontecido, e também que "a sala escura não interrompa o fluir adequado do serviço postal." Esta prática têm estado em voga desde a criação das agências postas, e era frequentemente utilizada pelos ministros de Luís XIII e Luís XIV; mas não foi antes do reinado de Luís XV, que um escritório separado para este fim foi criado. Isso foi chamado o cabinet du secret des postes, ou mais popularmente, o cabinet noir. Embora declamado contra na época da Revolução francesa, foi utilizado tanto por líderes revolucionários quanto por Napoleão.
A abertura do correio internacional entrando e saindo dos Estados Unidos pela alfândega americana sob o Trade Act de 2002, que ocorre sob a exceção da Quarta Emenda. Esta prática tê, tido algumas críticas (incluindo alegações de que ela contribui para as despesas da realização do Serviço Postal e pode, assim, afetar taxas de envio), de que o USPS, aparentemente, informou ao Congresso antes da aprovação da legislação. No entanto, esta crítica pode ser abrandada pelo fato de que a lei proíbe os agentes buscando contrabando de lerem as cartas incluídas no pacote ou envelope, ou deixar que outros leiam-nas. O Ato de Autorização da Inteligência de 2004 também foi caracterizado como permitir inconstitucionalmente a abertura do correio nacional.